# 施章杰
施章杰，复旦大学化学系教授，主要从事惰性化学键和小分子活化方面的研究工作。入选中华人民共和国教育部2011年度「长江学者」特聘教授。曾获得中国国家自然科学二等奖。